# 未来日記 (ウンナンのホントコ!)
『未来日記』（みらいにっき）は、TBS系列のバラエティ番組『ウンナンのホントコ!』内で放送されていた恋愛リアリティ企画である。

## 概要
初対面の男女がスタッフから手渡された日記の通りに行動しながら、他の自由な時間も通し異性とコミュニケーションをとっていくという内容。出演者の感情などについては素のままを映し、その中で本当に恋愛感情が生まれるのかどうかを検証した。それまでの番組には無かった当時としては斬新なタイプのドキュメンタリーであった。
いとうせいこう監修のもと脚本を内村光良などの番組出演者が手掛け、若者を中心に大ヒットした。テーマソングに採用された多くの楽曲が大ヒットし、「TSUNAMI」（サザンオールスターズ）と「桜坂」（福山雅治）、「とまどい/SPECIAL THANKS」（GLAY）の3作品がミリオンセラーを達成。2000年のオリコン年間シングルランキングで未来日記のテーマソングが年間1位・2位を独占する結果となった。
企画当初は同時期に放送されていた『ウンナンの気分は上々。』での企画として発案された。『ドラえもん』のひみつ道具「あらかじめ日記」からスタッフが着想を得たものである。劇場映画版が2000年8月26日に松竹系劇場にて公開された。興行収入は5.8億円。
2000年には台湾など世界21カ国で放送され、米国では "The Future Diary" のタイトルで、オリジナル版が制作された（日記を渡すウェイター役で、南原清隆がゲスト出演した）。
人気企画ではあったものの「やらせ演出ではないか」という意見も放送当時から存在しており、当番組ディレクター自らやらせ番組と称するレベルの内容だった。また、この企画のパロディも多く存在し、ラジオ番組でゆずとaikoによる『メライ日記』なるものもあった。
2021年、『ウンナンのホントコ!』終了からおよそ20年ぶりに、Netflixとの共同制作による新作が発表された。

## ルール
それぞれオーディションによって選ばれた面識のない男女が出演する。出演者は基本的に男性1人、女性1人の計2人だが、ストーリーによっては3人または4人で行われたものもある。収録時以外は、出演者同士は一切会わないというルールであった。
各ストーリーはいくつかのエピソードで構成されている。各出演者には未来のことが記された日記である「未来日記」が、各エピソードの開始前夜およびエピソードの途中でスタッフから手渡される。それには「ある特定のシチュエーションになった際、あなたはこうふるまう」という指示が記載されており、日記を渡された出演者は、たとえその内容が本心と反する行動であっても、日記の指示通りに行動しなければならない。
エピソード前夜に全員に渡される日記には、そのエピソードの最初と最後のシーンのみが記述されている。この時点では途中のストーリーは伏せられており、その部分はエピソードの途中で手渡される追加の日記により明らかになっていく。エピソード途中で渡される日記には、出演者全員に渡されるものと、特定の出演者のみに渡されるものとがあり、後者の場合は、他の出演者はその日記の内容を知ることができない。
最初のエピソードで出会い、最後のエピソードで別れるというのがほぼすべてのストーリーでの共通事項となっていたが、別れの後には出演者本人の判断で再会するか否かを決めることができる「白紙日記」が手渡される場合もあった。

## シリーズ

### 未来日記I 「ラブリング」
- 構成：全3話
- 脚本：いとうせいこう

### 未来日記II 「どぶねずみ」
- 構成：全4話
- 脚本：東野幸治
- 主題歌：THE BLUE HEARTS「リンダリンダ」

テーマは「もてない男の奮闘」。男性はそれまで交際経験が一切無かった。

### 未来日記III 「3人のクリスマス」
- 構成：全6話
- 脚本：内村光良
- 主題歌：サザンオールスターズ「TSUNAMI」（オリジナル楽曲）

テーマは「三角関係」。親友である男性2人と、女性1人の計3人による物語。

### 未来日記IV 「恋はミラクル」
- 構成：全4話
- 脚本：原千晶
- 主題歌：サザンオールスターズ「TSUNAMI」

テーマは「女の子の献身的な純情」。

### 未来日記V 「スケッチブック」
- 構成：全8話（第一部4話、第二部4話）
- 脚本：南原清隆
- 主題歌：福山雅治「桜坂」（オリジナル楽曲）

テーマは「言葉の壁」。日本人男性と台湾人女性との、国境を越えた恋の物語。言葉の通じない2人がスケッチブックを用いてコミュニケーションをとっていく。第二部（最終話を除く）は台湾でロケが行われた。思い出の場所で2人は出会うのか…。
なお、最終話には福山が警察官役でカメオ出演した。

### 未来日記VI 「虹になりたい」
- 構成：全5話
- 脚本：いとうせいこう
- 主題歌：TUBE「虹になりたい」（オリジナル楽曲）

テーマは「愛と夢の選択」。ミュージシャンを目指す男性と、それを応援する女性の物語。最後は彼が夢（音楽活動）と愛（彼女）の2つからの選択を迫られ、片方を選んだらもう片方を捨てなければならなかった。七色のミサンガがキーアイテムとなっていた。

### 未来日記VII 「Summer Days」
- 構成：全8話
- 脚本：優香
- 主題歌：GLAY「とまどい」（オリジナル楽曲）

テーマは「4人の男女の夏物語」。男性2人、女性2人の計4人が海岸で出会い、海の家を経営していく中での恋物語。2組のカップルが生まれる。舞台は千葉県。

### 未来日記VIII 「choice」
- 構成：全8話（第一部5話、第二部3話）
- 脚本：南原清隆
- 主題歌：松任谷由実「幸せになるために」

テーマは「元彼と新しい彼との狭間の愛」。女性1人と、女性の元彼、新しい彼の3人による物語。元彼はオーディションではなくスタッフからの直接の依頼によって出演。新しい彼は当時法政大学1年生で、現在TBSアナウンサーの蓮見孝之が出演。「choice1」「choice2」の二者択一の未来日記が頻繁に登場することが特徴。20世紀（2000年）から21世紀（2001年）にまたがってロケが行われた。

### 未来日記IX 「Secret Love」
- 構成：全5話
- 脚本：内村光良
- 主題歌：Noyori/李浩「Secret Love〜秘密的恋情〜」

2002年、『ウンナンのホントコ!』終了直前に放送された最後の『未来日記』。日本人男性1人と、日本人女性、香港人女性（シャーメイ・リー）の計3人による物語。まず日本人の男女が選出された後にストーリーが構想され、追加の出演者として香港人女性が加わることになった。
テーマは「秘密の恋」。日本人女性は最初の1日しか恋することを許されず、その後は男性と香港人女性との恋のサポート役をしなければならなくなる。このまま日本人女性は恋をできずに終わっていくのだろう…か？ロケの大半は香港で行われた。

### 映画版 未来日記 The Future Diary On The Film
- 監督：杉本達
- 演出：掛水伸一、片山剛
- 監修：いとうせいこう
- 構成：福原フトシ、堀田延、すずきB、渡辺真也、鈴木おさむ
- 脚本：未来日記プロジェクト
- 原案：高須光聖
- 製作総指揮：塩川和則
- 製作：原田俊明、宮島秀司
- プロデュース：ウッチャンナンチャン
- 音楽：佐久間正英、TAKURO
- 主題歌：GLAY「SPECIAL THANKS」（オリジナル楽曲、映画版「未来日記」オリジナル・サウンドトラック収録）
- 挿入歌：GLAY「とまどい」

テーマは「都会の男の子と田舎の男の子」。島根県隠岐郡にてロケが行われた。
上映後にビデオが発売されたが廃盤になり2017年8月現在もDVD化されていない。

### 番外編
- 構成：全2話

「未来日記V」の終了後、林家ペー・パー子の2人による「未来日記・番外編」が放送された。2人が夫婦の愛を確かめ合う。

### Netflixシリーズ 未来日記
TBSテレビとNetflixが協力して制作するシリーズ。Netflixにて全世界同時配信。
- MC：DAIGO
- 総監督：荒井昌也（TBS）
- 監督：井谷光太郎（ジーヤマ）

シーズン1
2021年12月14日 ⁻ 2022年1月18日（全8回）
- スタジオ：佐藤大樹（EXILE / FANTASTICS from EXILE TRIBE）、サーヤ（ラランド）、鷲見玲奈、夏菜。
- 主題歌：SEKAI NO OWARI「Diary」（オリジナル楽曲）

シーズン2
2022年5月17日 ⁻ 31日（全9回）
- スタジオ：若槻千夏、向井慧（パンサー）、板垣瑞生、本田望結。
- 主題歌：ゆず「明日の君と」（オリジナル楽曲）

## 出演者に関して
未来日記III「3人のクリスマス」に出演した女性・青谷桃子は、2003年に広島東洋カープの廣瀬純と結婚。その後、プロダクションに所属し、廣瀬桃子として広島県内のラジオでレギュラー出演している。
未来日記V「スケッチブック」では、モデルの盧怡榕（ルー・イーロン、lú yíróng）がヒロイン役の台湾人女性を演じたが、番組内ではOLと紹介されていた。その後、台湾の「徐天力」という男性と2012年に結婚している。
未来日記VIII「choice」で新しい彼の役だった蓮見孝之は、2004年にアナウンサーとして、TBSに入社した。入社を間近に控えた同年1月、東京・有楽町の東京国際フォーラムで開催された「TBSアナフェスタ2004」で、同期の赤荻歩とともに、その年に入社する新人アナウンサーとして紹介された際、「恋は実りませんでしたが、アナウンサーになる夢は叶いました」とコメントし、一部の観客は唖然としていたという。一方、未来日記IX 「Secret Love」で香港の彼女役だったシャーメイ・リーは、現在女優として香港で活動中。
オーディションに毎回のように応募して、面接で落とされる少し乙女チックな若い男性がいた。この人物は、後にお笑い芸人兼マッサージ師として活躍する楽しんごであった。2011年4月3日放送の『ウンナンの気分は上々。スペシャル』でウンナンと共演した時に紹介されたほか、4月9日放送の『オールスター感謝祭'11春』のクイズの問題にも採用された。

## スタッフ

### テレビ版
- 構成：高須光聖、福原フトシ、堀田延、すずきB、渡辺真也、鈴木おさむ
- 総合演出：杉本達（１～８）、片山剛（９）
- 演出：掛水伸一（１、８）、北沢建一（２）、片山剛（３、４）、松藤豪（５、７）、小澤俊一（６）、保阪彰史

### 映画版
- キャスト：佐藤友香、鶴野太朗、三島邦起、柳沢慎吾、山田花子
- プロデュース：ウッチャンナンチャン
- 製作：TBS、松竹
- 製作者：原田俊明、宮島秀司
- エクゼクティブプロデューサー：塩川和則
- プロデューサー：荒井昌也、山地孝英、谷英之
- 監督：杉本達
- 脚本：未来日記プロジェクト
- 音楽：佐久間正英、TAKURO
- 制作：TBSエンタテイメント
- 制作協力：ウイルスプロダクション

### Netflix版
- ナレーター：津田健次郎
- 構成：竹村武司、木南広明、森峻介、満斗りょう
- テクニカルプロデューサー：森哲郎
- 美術プロデューサー：澁谷政史
- 撮影技術：EAT
- 美術協力：TBS ACT
- ポストプロダクション：オムニバス・ジャパン
- DXビジネス：中谷弥生、中野匡人、渡邉真二郎、高橋智大、近藤貴明
- アシスタントディレクター：戸塚理沙、藤田兼輔、高橋奈々、竹内宏輝、伴場虎太郎、田中風華、金子紗也
- アシスタントプロデューサー：和田敬子、馬場ゆうみ、上岡恵莉華
- ディレクター：渡辺康史、本広丈二、松木拓海、土井功輔
- プロデューサー：山地孝英、高橋寛之
- チーフプロデューサー：藤原麻知、高岡猛
- 演出：井谷光太郎
- 制作協力：ジーヤマ
- 製作著作：TBS

## 小説

### 小説版 未来日記
番組の内容を小説化している。未来日記プロジェクト編、いとうせいこう監修。ソニー・マガジンズより発売。
- 小説版 未来日記 I - III（2000年7月発売、ISBN 978-4789715935）
- 小説版 未来日記 IV - V（2000年9月発売、ISBN 978-4789716086）

### ないしょの未来日記
番組を原案にしたオリジナルストーリー。未来日記（TBS）原案、高杉六花 著、乙女坂心 絵。ポプラ社〈ポプラキミノベル〉より発売。
- ないしょの未来日記 ＃1 恋愛ギライな私とフキゲンな王子様（2022年12月7日発売、ISBN 978-4591175798）
- ないしょの未来日記 ＃2 オカルト好きな私とおしのび王子様（2023年6月13日発売、ISBN 978-4591178188）
- ないしょの未来日記 本当の恋を知らない私とふたりの王子様（2023年12月13日発売、ISBN 978-4591179291）

## 関連番組
- 恋んトス - TBSで2010年代に放送されている、恋愛をテーマとするバラエティ番組。